# Piotr Ziuzin
Piotr Dmitrijewicz Ziuzin (ros. Пётр Дмитриевич Зюзин, ur. 24 lipca 1922 we wsi Żukowka w obwodzie moskiewskim, zm. 15 kwietnia 1999 w Moskwie) – radziecki lotnik wojskowy, podpułkownik, Bohater Związku Radzieckiego (1944).

## Życiorys
Urodził się w rodzinie chłopskiej. W wieku 8 lat stracił rodziców, dzieciństwo i młodość spędził w Moskwie, gdzie do 1938 skończył 8 klas, a do 1940 szkołę uniwersytetu fabryczno-zawodowego przy węźle łączności Moskwy. Pracował w centrali telefonicznej w Moskwie, w 1941 ukończył aeroklub, od kwietnia 1941 służył w Armii Czerwonej, w maju 1942 ukończył wojskową szkołę lotniczą w Czernihowie. Był lotnikiem 6 zapasowego pułku lotniczego w obwodzie tambowskim, od marca 1943 do maja 1945 uczestniczył w wojnie z Niemcami jako lotnik, starszy lotnik, dowódca klucza i zastępca dowódcy eskadry 29 pułku lotnictwa myśliwskiego gwardii 324 Dywizji Lotnictwa Myśliwskiego 7 Armii Powietrznej Frontu Leningradzkiego i Karelskiego, biorąc udział m.in. w obronie Karelii i w operacji świrsko-pietrozawodskiej. Wykonał ponad 208 lotów bojowych i wziął udział w 41 walkach powietrznych, w których strącił osobiście 16 i w grupie 3 samoloty wroga. Był dwukrotnie ranny w walkach powietrznych (30 lipca 1943 i 30 maja 1944). Po wojnie służył w lotnictwie Moskiewskiego Okręgu Wojskowego, wielokrotnie uczestniczył w paradach lotniczych. Od 1951 do 1958 pracował w Państwowym Naukowo-Badawczym Instytucie Wojskowych Sił Powietrznych, gdzie testował samoloty, w 1956 otrzymał stopień pułkownika, w grudniu 1958 zakończył służbę.

## Odznaczenia
- Złota Gwiazda Bohatera Związku Radzieckiego (2 listopada 1944)
- Order Lenina (2 listopada 1944)
- Order Czerwonego Sztandaru (trzykrotnie, 15 maja 1944, 19 sierpnia 1944 i 16 października 1957)
- Order Wojny Ojczyźnianej I klasy (dwukrotnie, 21 czerwca 1944 i 11 marca 1985)
- Order Czerwonej Gwiazdy (trzykrotnie, 31 stycznia 1944, 30 grudnia 1956 i 16 października 1957)
- Medal za Odwagę (14 sierpnia 1943)
- Medal „Za obronę Leningradu”
- Medal „Za obronę Radzieckiego Obszaru Podbiegunowego”

I inne.